# Мала Побиванка
Мала́ Побива́нка —  село в Україні, в Миргородському районі Полтавської області. Населення становить 244 осіб. Входить до складу Краснолуцької сільської громади.
Після ліквідації Гадяцького району у липні 2020 року увійшло до Миргородського району.

## Географія
Село Мала Побиванка розташоване на відстані 1 км від сіл Глибока Долина, Пирятинщина та Рудка-Степ (село ліквідоване в 60-70-х роках).
По селу тече струмок, що пересихає із заґатою.
Крізь село пролягає автомобільний шлях Т 1904.

## Населення

### Мова
Розподіл населення за рідною мовою за даними перепису 2001 року:
| Мова       | Кількість | Відсоток |
| ---------- | --------- | -------- |
| українська | 238       | 97.54%   |
| російська  | 4         | 1.64%    |
| вірменська | 2         | 0.82%    |
| Усього     | 244       | 100%     |

## Історія
- 1922 — дата заснування.
- Село постраждало внаслідок геноциду українського народу, проведеного окупаційним урядом СРСР 1923-1933 та 1946-1947 роках.
- До 2018 року орган місцевого самоврядування — Малопобиванська сільська рада.

## Економіка
- ПП «Прогрес».

## Соціальна сфера
- Будинок культури.